# Elleanthus ruizii
Elleanthus ruizii är en orkidéart som först beskrevs av Heinrich Gustav Reichenbach, och fick sitt nu gällande namn av Heinrich Gustav Reichenbach. Elleanthus ruizii ingår i släktet Elleanthus och familjen orkidéer. Inga underarter finns listade i Catalogue of Life.